# Это не фильм
«Это не фильм» (перс. این فیلم نیست‎) — иранский документальный фильм режиссёра Джафара Панахи 2011 года. Фильм был снят режиссёром, находящимся под домашним арестом в ожидании приговора. 
Картина была контрабандным путём вывезена из Ирана, будучи записана на флеш-память и спрятана внутри торта ко дню рождения. Была продемонстрирована в ходе специального показа на Каннском кинофестивале 2011 года.

## Сюжет
Действие происходит в течение одного дня в канун праздника Чахаршанбе-Сури, который не приветствуется властями Ирана. Джафар Панахи, знаменитый иранский кинорежиссёр, находится под домашним арестом. Ему грозит 6 лет заключения и 20 лет запрета снимать фильмы и писать сценарии. Чтобы как-то развлечься и заняться своим делом в обход запретов, он приглашает своего знакомого кинематографиста Моджтаба Миртахмасба к себе в квартиру, чтобы тот снимал, как Панахи будет читать сценарий неснятого фильма и пытаться сконструировать некоторые его сцены в пределах квартиры. В течение фильма появляются кадры из прежних фильмов Панахи: «Зеркало», «Круг», «Багровое золото».

## Критика
На веб-сайте Rotten Tomatoes фильму была дана оценка в 99 %, базировавшаяся на рецензиях 88 критиков со средним рейтингом 8.9/10, а общий консенсус по оценке фильма на сайте: «При помощи простейших средств и способов съёмки Это не фильм представляет собой важное политическое заявление и зарисовку из жизни объявленного в Иране врага государства». Metacritic дал фильму рейтинг 90/100, основанный на 27 отзывах.
Sight & Sound поставил фильм на 8-е место в своём списке лучших фильмов 2012 года. Назвав Это не фильм одним из топ-10 фильмов 2012 года, критик Энн Хорнадей из The Washington Post отметила использование в фильме приёмов постановки Брехта, смывание границ между документалистикой и драмой. Кинокритик Энтони Скотт из The New York Times поставил Это не фильм на 4-е место в своём рейтинге лучших документальных фильмов 2012 года. Он назвал его «смелым и остроумным видеодневником, эссе на тему борьбы между политической тиранией и творческим воображением». В декабре 2012 года фильм был в числе 15 номинантов на премию «Оскар» за лучший документальный полнометражный фильм на 85-й церемонии вручения.